# Dysmilichia rufalis
Dysmilichia rufalis là một loài bướm đêm trong họ Noctuidae.